# Menno Buch
Menno Maria Renirus Buch (Den Haag, 19 augustus 1951 – Amsterdam, 8 juli 2014) was een Nederlands ondernemer en televisiepresentator.

## Jeugd
Buch werd geboren in Den Haag en groeide op in Wassenaar in een katholiek gezin met vijf broers onder wie zijn drie jaar oudere broer, de schrijver Boudewijn Büch.

## Werkzaamheden
Als ondernemer kreeg hij voor het eerst landelijke bekendheid, nadat hij in 1985 als een van de eersten erotische 06-telefoonlijnen ging exploiteren.

## Televisie
Bij het grote publiek werd hij bekend toen hij eind jaren negentig het controversiële programma Sex voor de Buch ging presenteren. Het werd een van de meest bekritiseerde, maar ook succesvolle programma’s in de Nederlandse televisiegeschiedenis. Na Sex voor de Buch maakte hij voor Veronica onder andere de serie Buch en de programma’s: Buch Burgers & Buitenlui, De ZomerBuch, Buch in de Branding, De Relatieman en (samen met Theo van Gogh) Hoe hoort het eigenlijk?. In 2003 maakte Buch voor het toen nog zelfstandig opererende Veronica de dagelijkse talkshow NightClub. In april 2012 startte op RTL 4 de documentaireserie Buch in de Bajes, waarin hij reportages maakte vanuit een gevangenis in Nederland. Hij maakte opnames in de P.I. Almere, P.I. Vught en de vrouwengevangenis Ter Peel. Zijn vrouw Nicole Buch-van Houten was producent van al zijn programma's sinds het tweede seizoen van Sex voor de Buch. Nadat Buch overleed nam zij op verzoek van RTL het stokje over en presenteerde zij de vierde serie Buch in de Bajes, opgenomen in Rotterdam. Daarna volgde Buch buiten de Bajes, een serie over de resocialisatie van de lastigste criminelen in Amsterdam.

## Personalia
Sinds 1998 had hij een relatie met televisieproducent Nicole van Houten, met wie hij in januari 2011 trouwde. In 2010 werd bij hem kanker geconstateerd. Op 8 juli 2014 is hij uiteindelijk overleden aan deze ziekte. Buch stelde zijn lichaam ter beschikking aan de wetenschap. In november 2015 verscheen bij uitgeverij Nieuw-Amsterdam zijn biografie BUCH, geschreven door Van Houten samen met Edwin Gitsels, eindredacteur van Buch in de Bajes.
- International Standard Name Identifier: 0000 0004 4382 3285
- Nederlandse Thesaurus van Auteursnamen: 37728534X
- Virtual International Authority File: 311817233
- WorldCat: E39PBJf4h36bywvdHkttyJpgKd